# Герб Чаплинки
Герб Чаплинки — офіційний символ Чаплинки, затверджений рішенням сесії селищної ради.

## Опис

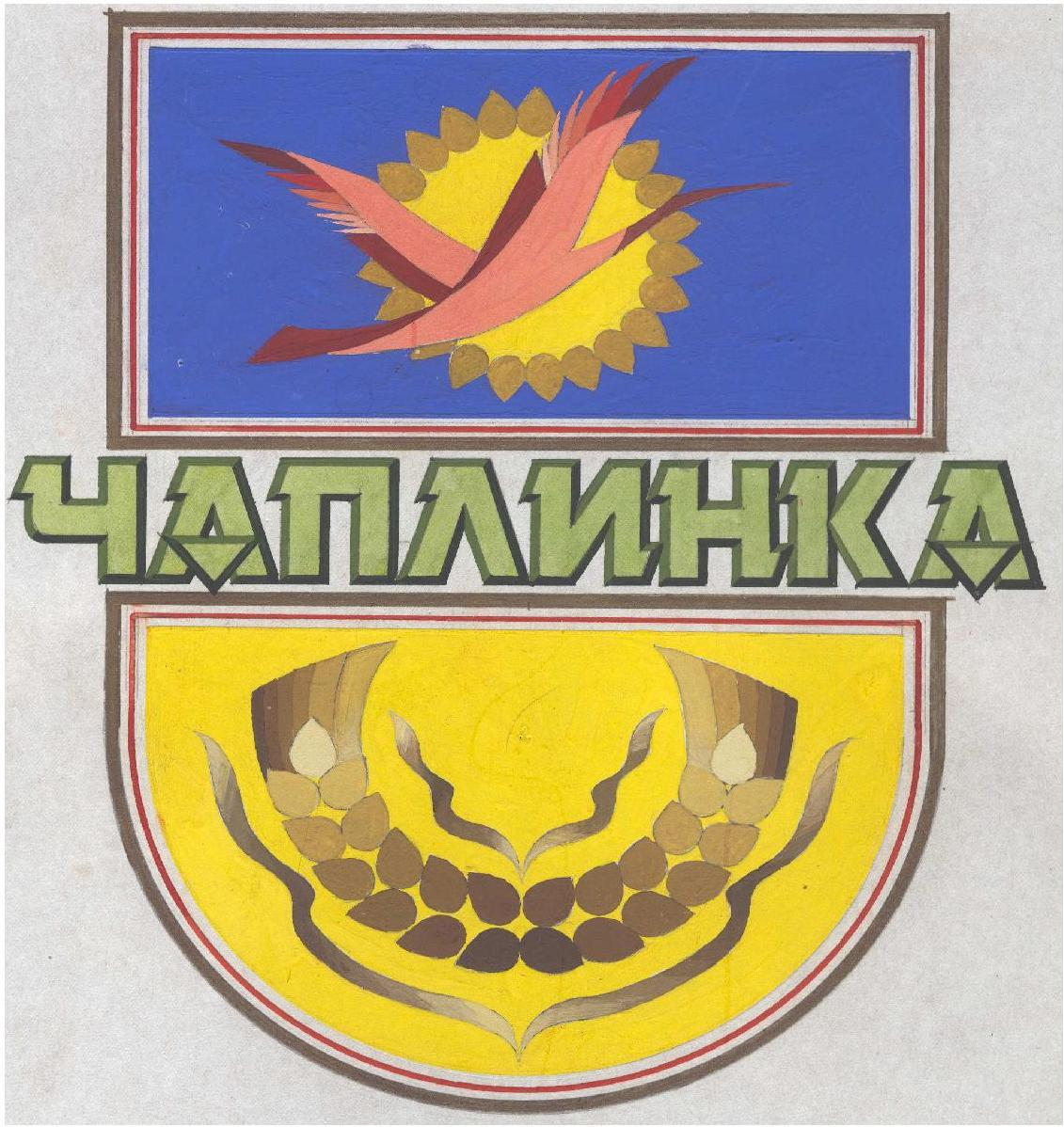
Попередній варіант герба

Щит перетятий, на верхній лазуровій частині зображено журавля в польоті, на нижній зеленій сніп золотою пшениці. Щит обрамлено декоранивним картушем та золотою стрічкою з написом "Чаплинка". Герб увінчано короною з п'яти колосків.